# Douglas DC-7
Dimensions
Le Douglas DC-7 est un avion de ligne quadrimoteur américain construit entre 1953 et 1958. La version DC-7C est un des tout premiers avions de ligne à pouvoir traverser l'Atlantique Nord sans escale.

## Historique
L’origine du DC-7 est due à une demande d’American Airlines. Son président C.R. Smith voulait un avion plus grand et disposant d’une meilleure autonomie que le DC-6. Il garantit une commande importante à Douglas. De plus les ventes du DC-6 stagnant à cause du Constellation, Douglas accepta ce projet.
Si la conception de base reste la même, le DC-7 emporte 30 % de plus de passagers sur des distances plus longues que son prédécesseur. Le DC-7 effectue son premier vol le 18 mai 1953.
L'arrivée des avions à réaction comme le Boeing 367-80 (prototype du Boeing 707) oblige Douglas à développer rapidement un successeur, le Douglas DC-8. Le DC-7 a ainsi une carrière raccourcie, un certain nombre sont reconvertis en avion de fret (DC-7F).
Quelque 338 Douglas DC-7 sont construits, dont 121 modèles DC-7C.

## En service

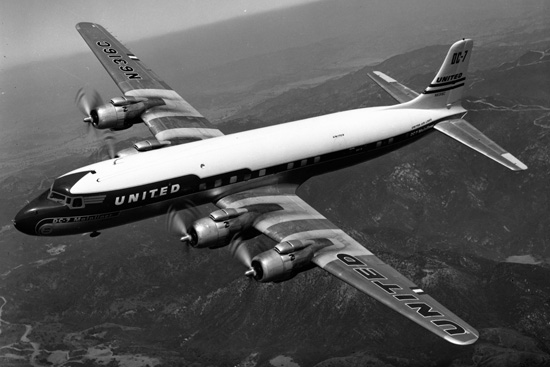
Douglas DC-7 d'United Air Lines.

Le DC-7 fut mis en service le 4 novembre 1953 par American Airlines. Cette version permettait à American Airlines de réaliser les premières traversées d’une côte à l’autre des États-Unis sans escale. L'inauguration du premier vol commercial régulier entre New York et Los Angeles par un Douglas DC-7 a lieu le 29 novembre 1953.
Une nouvelle version le DC-7B fit son premier vol le 21 avril 1955 et fut mise en service par Eastern Air Lines quatre mois plus tard .
En France l'Armée de l'Air a utilisé entre 1963 et 1978 trois DC-7C profondément modifiés. Appelés AMOR, pour Avion de Mesure et d'Observation au Réceptacle, ils étaient mis en œuvre par le Centre d'essais en vol de Brétigny. Ils furent utilisés notamment au profit du Centre d'essais des Landes. L'un d'entre eux a été versé en 1978 aux collections du Musée de l'air et de l'espace.

### Fin de carrière
Dépassés comme avions de ligne, certains DC-7 ont été convertis pour d'autres usages. Le tout dernier DC-7 à voler était un exemplaire construit en 1958 et converti en avion bombardier d'eau, il a été retiré du service en 2020.

## DC-7C Seven Seas
L’ultime version de l'appareil fut le DC-7C Seven Seas mis en service pour la première fois par la Pan American Airways sur son réseau du Pacifique. Capable de relier l'Europe du Nord au Japon par la route du Pôle Nord, ou bien encore d'aller du Cap au Caire d'un seul coup d'ailes, il fut le premier avion de ligne à moteurs à pistons à traverser l’Atlantique, en service commercial, sans escale dans les deux sens.
Le DC-7C était un avion luxueux, puissant mais qui arriva trop tard sur le marché commercial, qui allait être dominé par les avions à réaction.

## Versions
| DC-7             | Mai 1953   | |
| DC-7B            | Avril 1955 | Réservoirs supplémentaires Peut traverser l'Atlantique Nord sur la route New York–Londres sans escale.                                                               |
| DC-7C Seven Seas | Avril 1956 | Allongé de 3 m, moteurs plus puissants Premier avion de ligne à pouvoir, en service commercial régulier, traverser l'Atlantique Nord dans les deux sens sans escale. |
| DC-7D            | -          | Variante envisagée, mais non réalisée, mue par turbopropulseurs Rolls-Royce RB.109 Tyne.                                                                             |
| DC-7F            | 1959       | Conversion en avion cargo des trois variantes initiales, avec deux larges portes latérales de chargement.                                                            |

Galerie de photographies
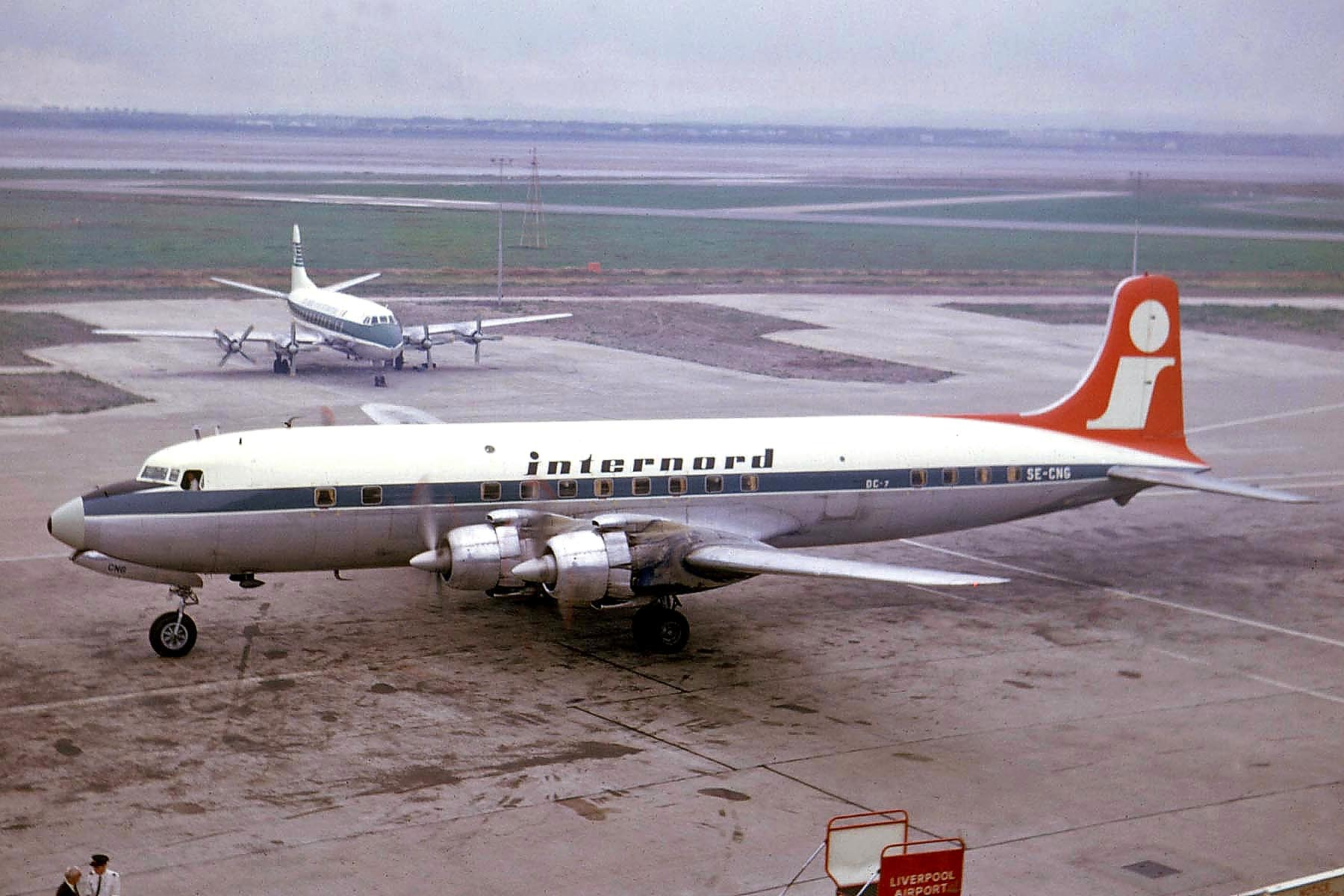
Douglas DC-7 revendu au suédois Internord.
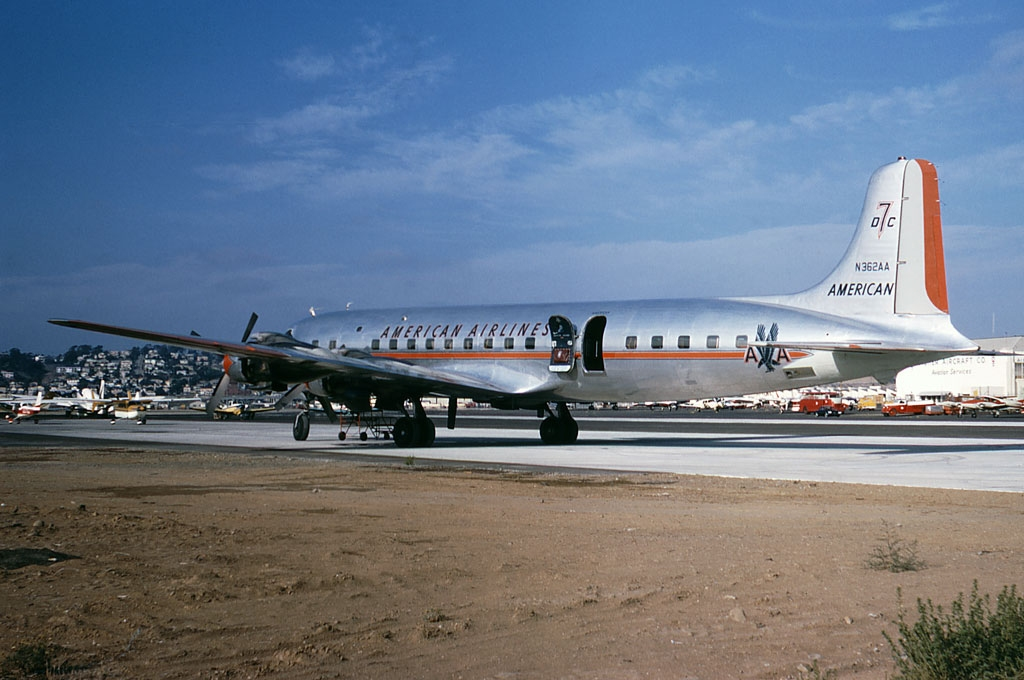
DC-7B d'American Airlines.
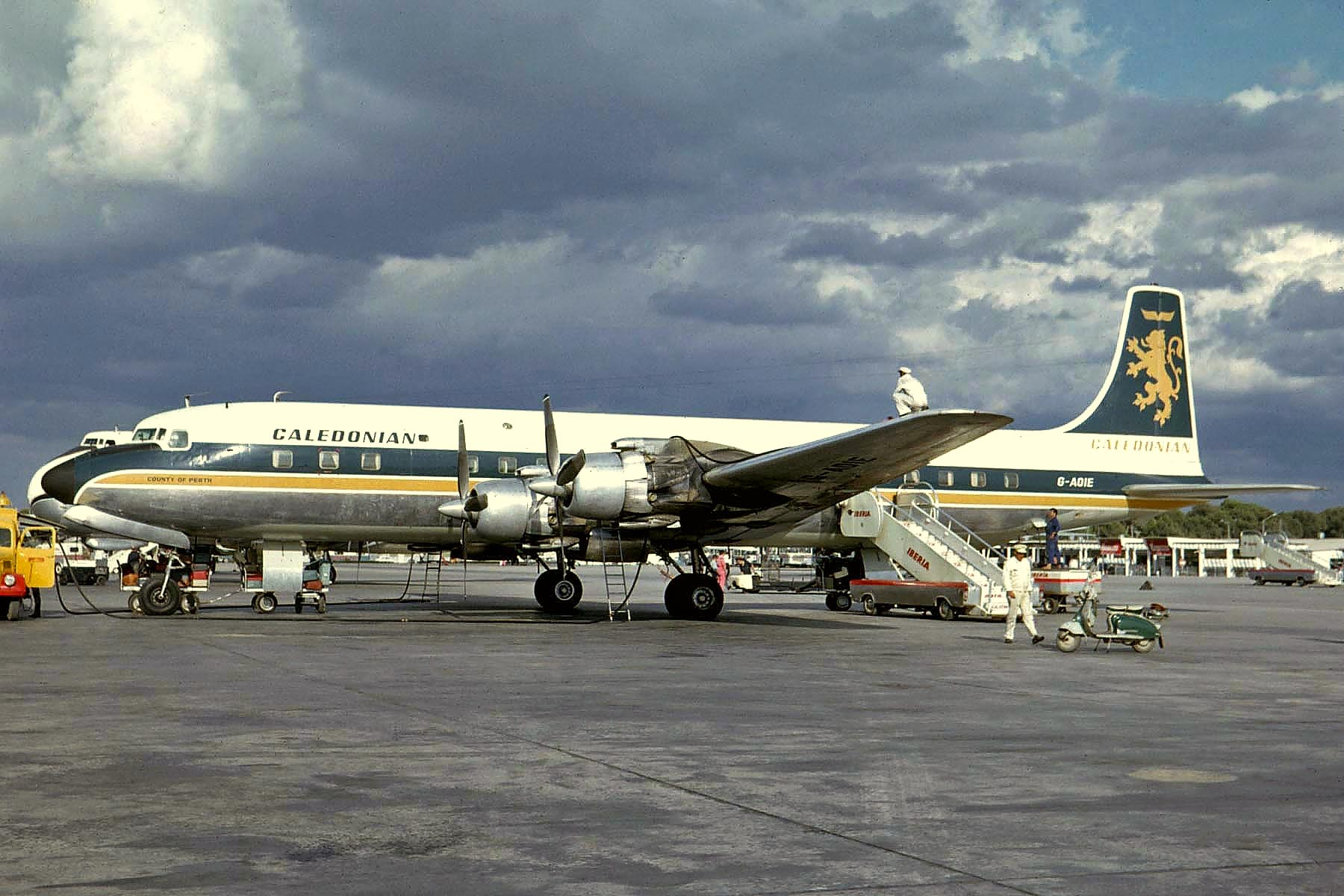
DC-7C ex-BOAC de Caledonian Airways.
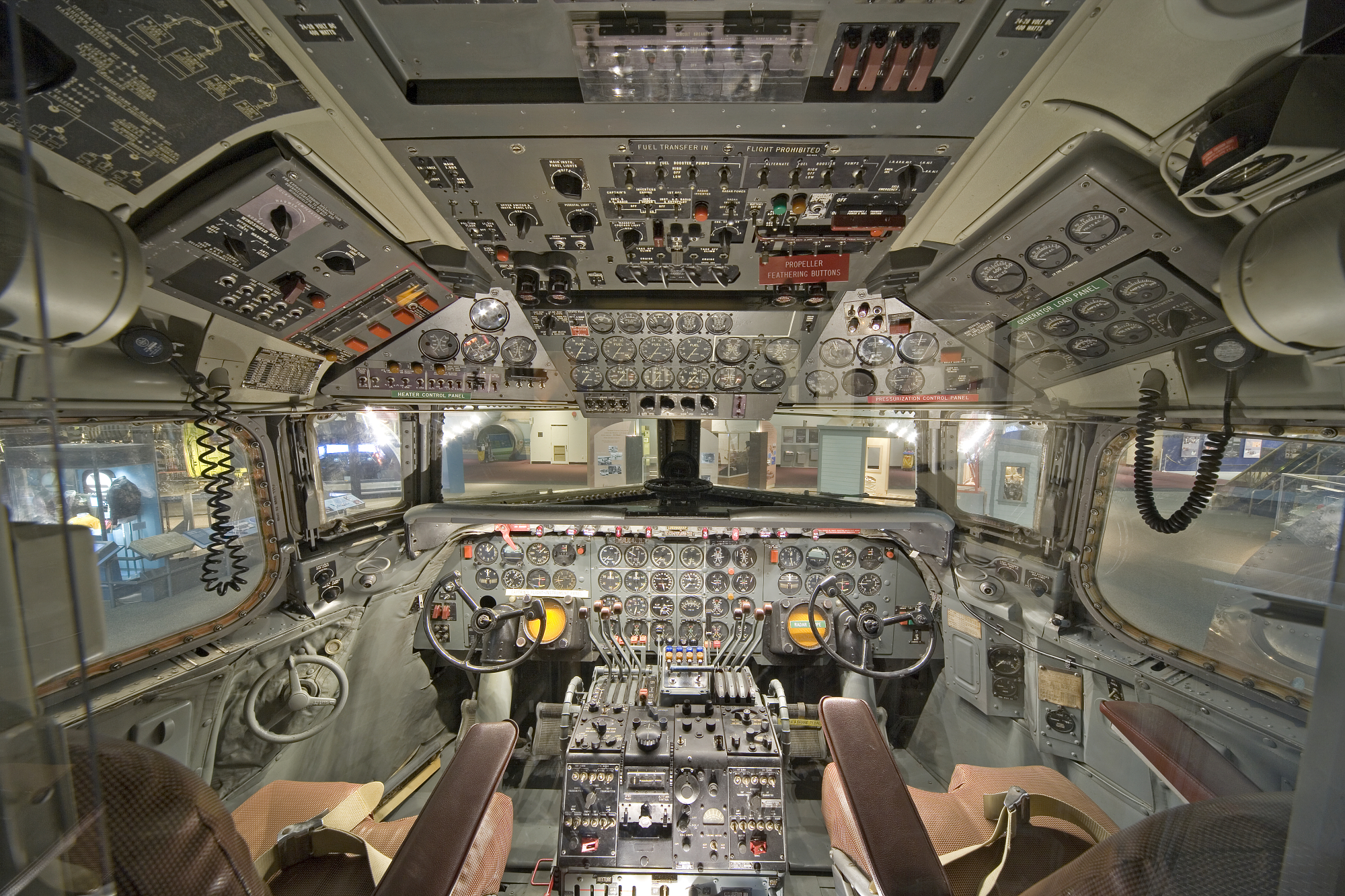
Cockpit d'un DC-7 ex-American Airlines au Smithsonian National Air and Space Museum.

## Principaux accidents
Le Douglas DC-7 a subi 81 incidents et accidents pour un total de 714 morts.
- 30 juin 1956 : le DC-7 "Mainliner Vancouver" opérant le vol 718 d'United Airlines entre en collision au-dessus du Grand-Canyon avec le Lockheed L-1049 Super Constellation "Star of the Seine" opérant le vol 2 de la TWA, provocant la mort de 128 personnes (58 à bord du DC-7 et 70 à bord du Super Constellation). À l'époque c'est le pire accident de l'histoire de l'aviation commerciale et le premier à dépasser la barre des 100 morts.

- 25 mars 1958 : le DC-7 opérant le vol 971 de Braniff International à destination de Panama est contraint de rentrer à l'aéroport de Miami après qu'un feu se soit déclaré dans le moteur numéro 3. Trop préoccupé par l'incendie, le commandant de bord ne parvient pas à maintenir de l'altitude et l'avion s'écrase dans un marais lors d'un virage à droite : tous les membres d'équipage (y compris le commandant de bord) survivent mais 9 des 19 passagers perdent la vie[10].

- 21 avril 1958 : le DC-7 opérant le vol 736 (en) d'United Airlines percute un North American F-100 Super Sabre de l'US Air Force à 6 400 mètres d'altitude. Les deux appareils, devenus incontrôlables, s'écrasent dans une zone désertique près d'Enterprise dans la banlieue de Las Vegas (Nevada). Il n'y a aucun survivant parmi les 47 occupants du DC-7 et les deux pilotes du Super Sabre.

- 18 mai 1958 : un DC-7C de la Sabena reliant Bruxelles à Léopoldville via Lisbonne, s'écrase près de l'aéroport de Casablanca, après y avoir tenté un atterrissage d'urgence (en raison de vibrations anormales dans le moteur numéro 1). Les neuf membres d'équipage et 52 des 56 passagers sont morts lors de l'accident. À l'époque c'est le pire accident de DC-7 impliquant un seul appareil et le pire accident aérien de l'histoire du Maroc[11].

- 24 septembre 1959 : le DC-7C opérant le vol 307 des Transports aériens intercontinentaux entre Paris-Orly et Abidjan, via Bordeaux et Bamako, échoue à prendre de l’altitude lors de son décollage de Bordeaux-Mérignac et finit par s'écraser dans la commune de Saint-Jean-d'Illac après avoir percuté des arbres. Les neuf membres d'équipage et 45 des 56 passagers périssent dans l'accident[12].

- 16 novembre 1959 : un DC-7B opérant le vol 967 (en) de National Airlines entre Miami et La Nouvelle-Orléans via Tampa, s'écrase dans le golfe du Mexique. Quelques cadavres et des fragments de l'appareil (prêté par Delta à la National) ont pu être récupérés, mais l'avion en lui-même n'a jamais été retrouvé. En raison du manque de preuves matérielles, la cause exacte de l'accident reste inconnue, même si l'hypothèse d'un attentat à la bombe est souvent évoquée. Les 42 occupants de l'appareil ont été déclarés morts.

- 26 février 1960 : un DC-7C opérant le vol Alitalia 618 entre Rome et New York via Shannon, s'écrase lors du décollage à Shannon après une perte d'altitude consécutive à un virage à gauche. 34 personnes décèdent et 18 (17 passager et un steward) survivent à l'accident dont la cause reste indéterminée (accident classifié CFIT ; impact sans perte de contrôle)[13].

- 1er novembre 1961 : un DC-7C de la Panair do Brasil volant de Sal à Recife s’écrase sur une colline à environ 2,7 km de la piste de Recife. 45 passagers et membres d’équipage sur les 88 personnes à bord ont perdu la vie. L'accident (CFIT) a été attribué à une erreur de pilotage[14].

- 4 mars 1962 : le DC-7C surnommé "Star of Robbie Burns" opérant le vol 153 de la Caledonian Airways qui relie Lourenço Marques à Luxembourg via Douala et Lisbonne, s'écrase, peu après son décollage de Douala, dans un marais où il explose, tuant les 111 occupants de l'appareil. C'est le pire accident de DC-7 impliquant un seul aéronef. Il est vraisemblablement dû à une surcharge de l'appareil.

- 30 novembre 1962 : le DC-7B opérant le vol 512 (en) d'Eastern Air Lines reliant Charlotte à New York s'écrase après que l'équipage ait abandonné l'approche en raison du brouillard. L'accident, qui a coûté la vie à 25 personnes sur les cinquante-et-une à bord, a été attribué aux procédures inappropriées suivies par l’équipage.

- 3 juin 1963 : le DC-7C opérant le vol 293 (en) de Northwest Airlines, un vol du Service de transport aérien militaire reliant la base aérienne de Mcchord, dans l’État de Washington, à la base aérienne d’Elmendorf, en Alaska, s’abîme dans l’océan Pacifique, à une cinquantaine de kilomètres au nord-ouest de l'île canadienne de Graham, entraînant la mort des 101 personnes à bord. En raison du manque de preuves, la cause de l'accident reste indéterminée à ce jour.

- 8 février 1965 : le DC-7B opérant le vol 663 (en) d'Eastern Air Lines s'écrase dans les eaux glacées de l'océan Atlantique (à une dizaine de kilomètres au large du parc d'État de Jones Beach) quelques minutes après son décollage de l'aéroport John-F.-Kennedy de New York après que le commandant de bord Frederick R. Carson (41 ans) ait pris des mesures évasives pour éviter une collision avec un Boeing 707 de la PanAm. Il n'y a aucun survivant parmi les 79 passagers et cinq membres d'équipage.

- 14 septembre 1979 : un DC-7 (immatriculé N4SW) de la Butler Aircraft Inc. transportant des employés de la compagnie à Medford, dans l'Oregon, s’écrase sur la crête de Surveyor Mountain, près de Klamath Falls dans l'Oregon. L’accident (CFIT), qui a tué les 12 occupants de l'appareil, a été attribué à la décision de l’équipage d’entreprendre un vol de nuit à basse altitude[15].

- 8 décembre 1988 : un DC-7 affrété par l’Agence américaine pour le développement international est abattu avec des missiles sol-air 9K32 Strela-2 au-dessus du Sahara Occidental par le Front Polisario, entraînant la mort de ses cinq occupants. Les dirigeants du Polisario ont affirmé que l'avion avait été pris pour un Lockheed C-130 marocain. L’avion était en route pour le Maroc, où il devait effectuer une "mission de lutte antiacridienne". Un autre DC-7 a également été touché, mais a réussi à atterrir en toute sécurité à Sidi Ifni, en dépit de la perte d'un moteur et d'autres dommages[16].